# Vezia
Vezia (lmo. Vèscia) − miejscowość i gmina w południowej Szwajcarii, w kantonie Ticino, w okręgu (distretto) Lugano, siedziba administracyjna powiatu (circolo) Vezia.  

## Demografia
W Vezia mieszka 1 909 osób. W 2021 roku 25% populacji gminy stanowiły osoby urodzone poza Szwajcarią. 

## Transport
Przez teren gminy przebiega droga główna nr 2.